# Kerkenna-Inseln
Die Kerkenna-Inseln, früher Kyrannis (griech.) genannt, später Cercina (lat.), dann Kerkenah (arabisch جزر قرقنة, DMG Ǧuzur Qarqanna), sind eine Inselgruppe vor der Ostküste Tunesiens  im Golf von Gabès, ca. 20 km vor dem Festland (Sfax) gelegen. Die Inselgruppe bildet eine von 16 Gemeinden (Delegation) des Gouvernement Sfax. Sie besteht aus den beiden etwa 300 m auseinander gelegenen und durch einen Fahrdamm verbundenen Hauptinseln Chergui, auch Sharki, oder Sharqi, (von arabisch شرقي, DMG šarqī ‚östlich‘) und Garbi (von arabisch غربي ‚westlich‘) sowie mehreren kleineren unbewohnten Eilanden. Der Hauptort Remla ist etwa 16 km von Kerkennas Verbindungshafen zum Festland (Port de Sidi Youssef) entfernt. Die Inseln sind durch eine regelmäßige Fährverbindung mit dem tunesischen Festland (Sfax) verbunden.

## Demografie
Die Bevölkerung der Kerkenna-Inseln wird Kerkennis genannt. Ihre Herkunft leitet man von Griechen ab, die aus dem nahen Malta kommend, arabisiert und zum Islam übergetreten sind. Die Kerkennis haben eine eigene Kultur entwickelt und sind wegen ihrer typischen Folklore bekannt. Gesprochen wird Tunesisch-Arabisch mit lokalem Akzent; viele Ausdrücke sind aus dem Französischen abgeleitet.
Die Inseln werden von etwa 15.500 Einwohnern (Zensus 2014) bevölkert. Während der Sommermonate kann die Bevölkerungszahl durch meist europäische Touristen und Kerkennis, die sonst in anderen Teilen Tunesiens oder im Ausland leben, auf bis zu 120.000 ansteigen.

## Handwerk und Kultur
Kerkennis haben, wie auch andere Küstenbewohner Tunesiens, eine lange Tradition des Reusenfischens. Diese charfia genannten Installationen bestehen aus Palmzweigen, die im sandigen Ufer in langen, zaunartigen Reihen aufgestellt werden und die Fische bei Ebbe in Fangkammern leiten. Die charfias werden im Hochsommer abgebaut, was dazu beiträgt, die Fischbestände zu erhalten. Diese Praxis wurde 2020 in die UNESCO-Liste des immateriellen Kulturerbes der Menschheit aufgenommen.

## Dörfer
- Abbassia
- Ouled Ezzeddine
- Ouled Kacem
- Ouled Yaneg
- Chergui
- El-Attaya
- El-Jouaber
- Kellabine
- Kraten
- Mellita
- Ouled Bou Ali
- Remla (Hauptort)
- Sidi Fredj
- Sidi Youssef
- Krayab (innajat)

## Geschichte
- 600 bis 200 v. Chr. von den Puniern entdeckt
- 500 bis 200 v. Chr. karthagische Epoche
- ab 200 v. Chr. römische Epoche. Nach seiner Flucht aus Rom (vor Sulla) soll sich der römische Feldherr Gaius Marius laut Plutarch im Jahr 88 v. Chr. auf Cercina versteckt gehalten haben, weil er einigen seiner Veteranen hier Land geschenkt hatte. Er kehrte 87 v. Chr. nach Rom zurück, wo er blutige Rache an Sullas Anhängern verübte.
- ab 697 n. Chr. islamische Epoche
- ab 1212 spanische Epoche
- ab 1451–1851 osmanische Epoche
- ab 1851 moderne Epoche
- 16. April 1941 Vor der Küste der Inseln wird der deutsch-italienische Geleitzug 20 zur Versorgung des Afrikakorps von den Briten angegriffen. Bei dem Angriff verlieren rund 1800 Deutsche und Italiener ihr Leben

## Galerie

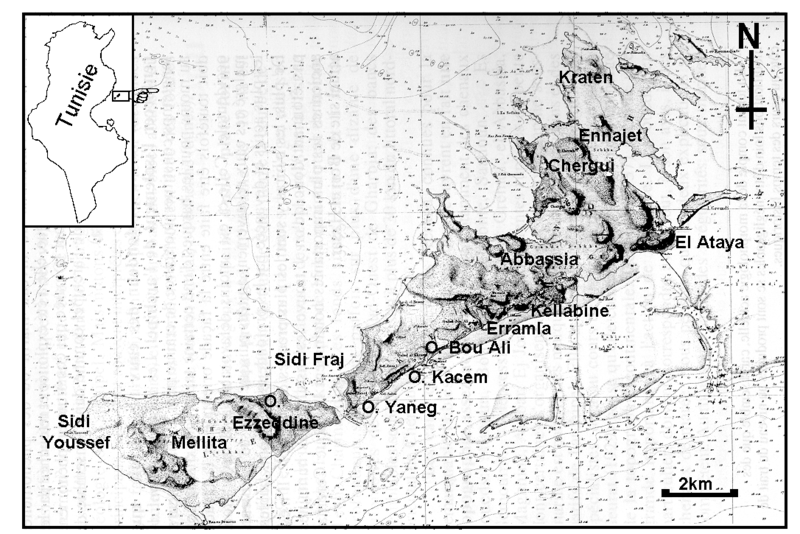
Übersichtskarte
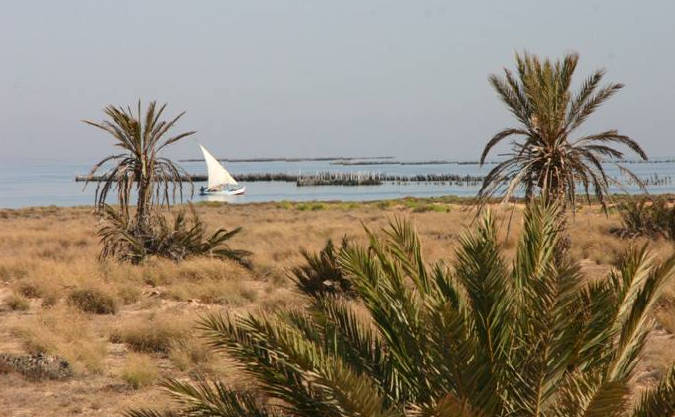
Kerkenna
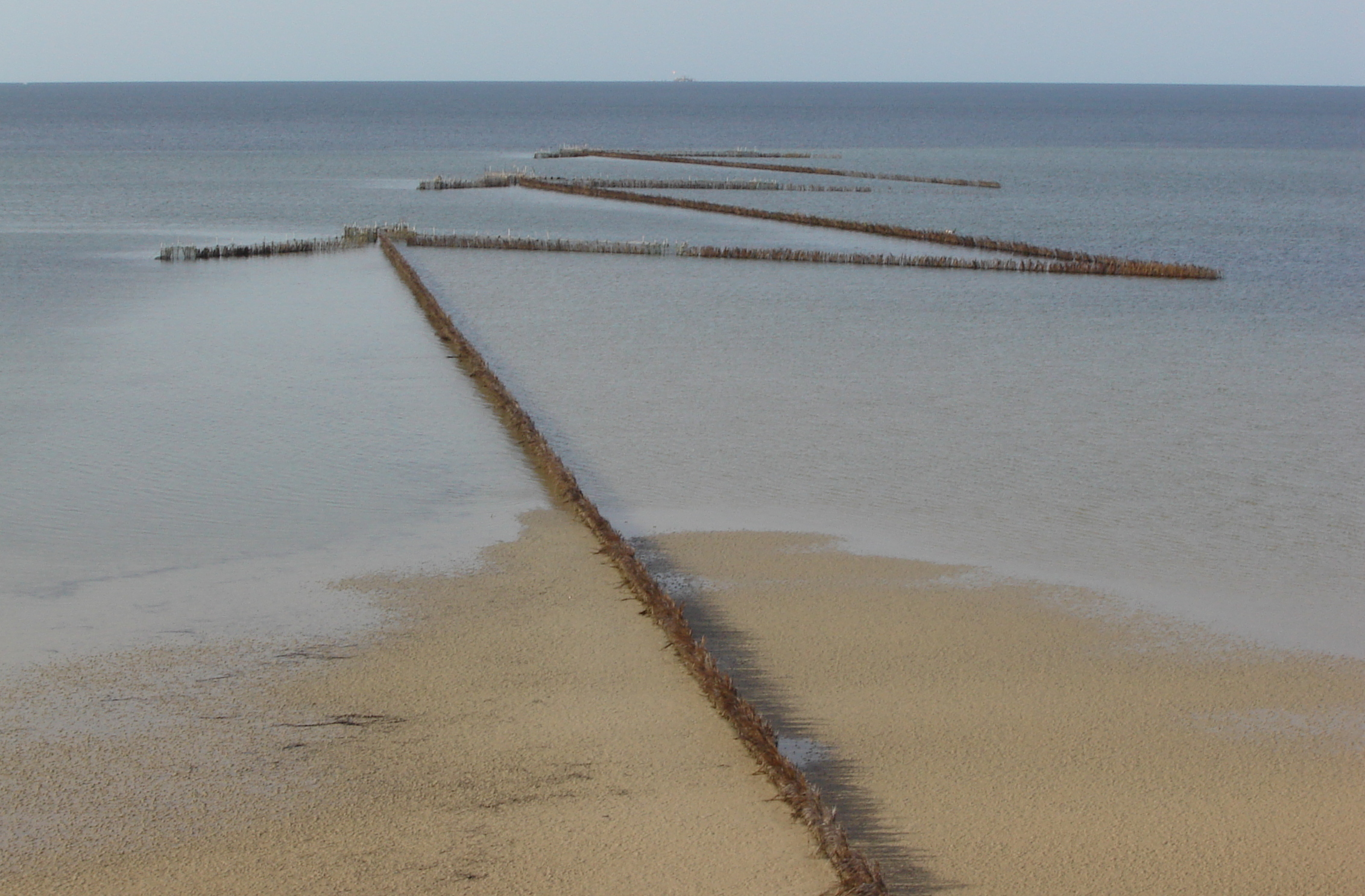
Charfia-Reusen